# Yamaha Motor Company
Yamaha Motor Company Limited (яп. ヤマハ発動機 株式会社) — японський виробник мотоциклів, човнів, підвісних моторів для човнів та іншої моторизованої техніки. Компанію було засновано в 1955 році після відділення від Yamaha Corporation (однак Yamaha Corporation все ще є найбільшим приватним акціонером компанії з 4,62% акцій станом на 2022 рік) зі штаб-квартирою в Іваті, Сідзуока, Японія. Станом на 2022 рік компанія здійснює розробку, виробництво та маркетинг через 127 консолідованих дочірніх компаній.
На чолі з Генічі Кавакамі, засновником і першим президентом компанії, Yamaha Motor відокремилася від виробника музичних інструментів Yamaha Corporation у 1955 році та почала виробництво свого першого продукту — мотоцикла YA-1 125cc. Він швидко став успішним і виграв третю гонку з підйому на гору Фудзі у своєму класі.
Продукція компанії включає мотоцикли, скутери, моторизовані велосипеди, човни, вітрильні човни, гідроцикли, басейни, службові човни, рибальські човни, підвісні мотори, квадроцикли, рекреаційні позашляховики, двигуни для картів, машини для гольфу, багатоцільові двигуни, електрогенератори, водяні насоси, снігоходи, малі снігоприбиральні машини, автомобільні двигуни, пристрої для поверхневого монтажу, інтелектуальну техніку, промислові безпілотні вертольоти, електроприводи для інвалідних візків та шоломи. Компанія також займається імпортом та продажем різних видів продукції, розвитком туристичного бізнесу, рекреаційними об'єктами та супутніми послугами. Продажі мотоциклів Yamaha займають друге місце у світі, а також Yamaha є світовим лідером з продажу плавучих транспортних засобів.

## Історія компанії

### Батьківська компанія
Корпорація Yamaha (спочатку відома як Nippon Gakki Co.) була заснована Торакусу Ямахою в 1887 році для виробництва очеретяних органів і піаніно та стала найбільшим японським виробником музичних інструментів на початку 20-го століття. Під час Другої світової війни японський уряд уклав контракт із Yamaha на виробництво дерев’яних і (пізніше) металевих гвинтів для літаків. Після війни компанія зазнала труднощів, і на початку 1950-х років голова Генічі Кавакамі вирішив перепрофілювати потужності компанії, які не використовувалися під час війни, для виробництва невеликих мотоциклів.

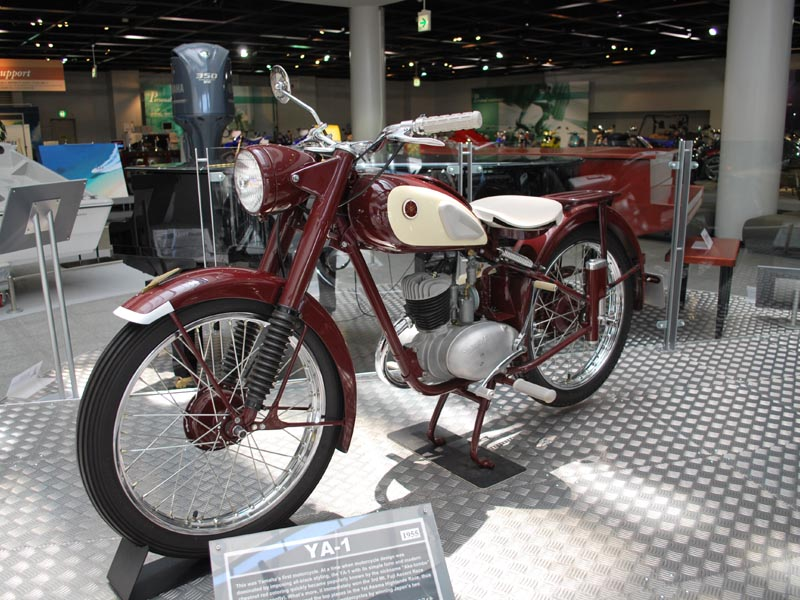
Yamaha YA-1

### Початок: 1955
Мотоциклетний підрозділ Yamaha був відділений у 1955 році та був зареєстрований 1 липня 1955 року в Японії, і його очолив Генічі Кавакамі. Першим продуктом Yamaha був двотактний одноциліндровий мотоцикл YA-1, об’ємом 125 куб.см, який був копією німецьокого DKW RT 125. YA-1 з самого початку здобув успіх в перегонах, не тільки перемігши в гонці з підйому на гору Фудзі в класі 125 куб.см, а й завоювавши увесь подіум, отримавши перше, друге та третє місця у шосейній гонці All Japan Autobike Endurance Race того ж року. Ранні успіхи в гонках задали тон для Yamaha, оскільки конкуренція в багатьох різновидах мотоциклетних перегонів була ключовим напрямком діяльності компанії протягом усієї її історії, що часто підживлювалося сильним суперництвом з Honda, Suzuki, Kawasaki та іншими японськими виробниками. Yamaha почала брати участь у міжнародних змаганнях у 1956 році, взявши участь у Мото Гран-прі Каталіни, знову з YA-1, на якому вони посіли шосте місце. Після YA-1 був створений YA-2 в 1957 році, ще один 125-кубовий двотактний мотоцикл, але з більш вдосконаленою рамою та підвіскою. YD-1 1957 року був 250-кубовим двотактним двоциліндровим мотоциклом, схожим на YA-2, але з більшим і потужнішим двигуном. Потужніша версія цього мотоцикла, YDS-1, містила двотактний двигун об’ємом 250 куб.см у рамі з подвійною нижньою трубою та пропонувала першу п’ятиступінчасту трансмісію в японському мотоциклі. У цей період Yamaha також запропонувала свій перший підвісний судновий двигун Yamaha P-7.

### 1960-ті: Успіх і зростання
У 1963 році відданість Yamaha двотактним двигунам і гонкам окупилася їхньою першою перемогою в міжнародних змаганнях, на Мото Гран-прі Бельгії, де вони перемогли в класі 250cc. Успіх продажів був ще більш вражаючим, і Yamaha заснувала перші свої міжнародні філії в цей період, починаючи з Таїланду в 1964 році та Нідерландів у 1968 році. У 1965 році був випущений двотактний двигун об’ємом 305 куб.см, флагман модельного ряду компанії. У нього була окрема подача масла, яка безпосередньо впорскувала масло в бензин перед згорянням (традиційно водіям доводилося попередньо змішувати масло з бензином перед заповненням бензобака на двотактних двигунах). У 1967 році до асортименту була додана нова модель більшого робочого об’єму, двотактний R-1 об’ємом 350 куб.см.
У 1968 році Yamaha випустила свій перший чотиритактний мотоцикл XS-1. Yamaha XS-1 мав чотиритактний двигун об’ємом 650 куб.см, більший та потужніший агрегат, що мав розміщення та потужність подібну популярним британським мотоциклам того часу, таким як Triumph Bonneville та BSA Gold Star. Yamaha продовжувала випуск двотактних і чотиритактних двигунів у той час, коли інші японські виробники все більше переходили на чотирициліндрові чотиритактні агрегати, тенденція, яку очолювала Honda в 1969 році з легендарним чотирициліндровим чотиритактним мотоциклом CB-750.

### 1970-ті: Початок ери двотактних двигунів
На початку 1969 року Yamaha додала індукцію з пелюстковими клапанами до своїх попередніх поршневих конструкцій, щоб створити двоциліндрові сімейства RD і одноциліндрові RS з різними варіантами потужності. Ходили постійні, але недостовірні чутки про те, що «RD» означало «розроблений для гонок» (англ. race developed). Фактично, «R» вказує на використання пелюсткових клапанів (англ. reed valved), «D» — на моделі з двома (подвійними (англ. double)) циліндрами, а «S» — на моделі з одним (англ. single) циліндром. Сімейство RD розвивалося протягом 1970-х і 1980-х років, отримавши суцільні колеса, водяне охолодження, YPVS та інші нові технології, та мало чим нагадували оригінальні мотоцикли Yamaha (до того, як їх замінили TZR). Сімейство RS вироблялося компанією Yamaha багато років у великій кількості варіантів, а потім Escorts Limited в Індії, не втративши схожості зі своїми попередниками. На додаток до сімейств RD і RS, Yamaha також виготовляла невеликі мотоцикли зі штампованими сталевими рамами та роторними двигунами з дисковими клапанами, такими як Yamaha FS1, а також похідні конструкції V-50 і V-80. На заміну попереднім Трейловий мотоцикл Yamaha був замінений на моделі DT. Лише в 1976 році Yamaha відповіла іншим японським брендам власним багатоциліндровим чотиритактним двигуном. XS-750 (а пізніше 850) з трициліндровим двигуном об’ємом 750 куб.см із кінцевою передачею валу, був представлений майже через сім років після революційного мотоцикла Honda. Перша чотирициліндрова модель Yamaha, XS-1100, з'явилася в 1978 році, знову з валовим приводом. Незважаючи на те, що він був важчим і більш орієнтованим на туринг, ніж його суперники, він здобув вражаючу низку перемог у гонках на витривалість.
У 1970-х роках також з’явилися деякі з перших спеціалізованих позашляхових мотоциклів для перегонів по бездоріжжю та відпочинку. Компанія Yamaha була першим інноватором у технологіях для мотоциклів для бездоріжжя і представила першу задню підвіску з одним амортизатором під торговою маркою «Monoshock» у 1973 році. Вона з’явилась у виробництві на Yamaha YZ-250 1974 року, моделі, яка все ще виробляється, що робить її найдовшою безперервною моделлю Yamaha.
У 1960-х і 1970-х роках Yamaha продовжувала брати участь у гонках різних форматів. Десятиліття 1970-х завершилося перемогою XT500 на першому ралі Париж-Дакар у 1979 році.

### 1980-ті: Диверсифікація та інновації
До 1980 року поєднання споживчих переваг і екологічних норм зробило чотиритактні двигуни ще більш популярними. Компанія Suzuki припинила виробництво своєї двотактної серії GT, включаючи флагманський GT-750 з двотактним двигуном із водяним охолодженням об'ємом 750 куб.см в 1977 році. Компанія Kawasaki, яка мала значний успіх у 1970-х роках зі своїми двотактними двигунами об’ємом 250, 350, 400, 500 і 750 куб.см, припинила їх серійне виробництво в 1980 році. Yamaha протистояла цій тенденції та продовжувала вдосконалювати та продавати дорожні мотоцикли з двотактними двигунами в 1980-х роках. Ці мотоцикли були потужними двоциліндровими машинами з водяним охолодженням, розробленими для досягнення кращих характеристик завдяки меншій вазі двотактових двигунів. Прабатьком цієї серії став RZ-250 1980 року. RZ-350, модель з найбільшим об’ємом, був популярним хотрод мотоциклом у 1980-х роках і продовжував продаватися в деяких країнах до початку 1990-х років.
Протягом 1980-х років мотоциклетна промисловість поступово перейшла від створення кількох базових, але універсальних моделей, розроблених для того, щоб добре працювати в багатьох ролях, до пропозиції багатьох більш спеціалізованих машин, призначених для досягнення успіху в певних нішах. Це включало перегони та спортивну вуличну їзду, туринг, мотокрос, ендуро, їзду бездоріжжям та круїз. Yamaha перейшла з відносно невеликої кількості UJM (універсальних японських мотоциклів) на початку десятиліття до значно більшого набору пропозицій на кількох чітко визначених ринках наприкінці десятиліття.
XV750 1981 року мав чотиритактний V-подібний двигун з повітряним охолодженням і круїзерний стиль, і став одним із перших японських мотоциклів у цьому стилі. До кінця 1980-х Yamaha запропонувала десятки круїзерних мотоциклів із різними робочими об’ємами та конфігураціями двигунів.
RZV500 став одним із перших «реплі-рейсерів» (реплік гоночного мотоцикла), близькою копією мотоцикла Кенні Робертса для змагань в Гран-прі, він мав двотактний двигун з рідинним охолодженням та робочим об’ємом 500 куб.см у конфігурації V4, разом із рамою по периметру та повним обтічником.
У 1985 році була представлена більш популярна і практична дорожня модель FZ750. Це була інноваційна чотиритактна чотирициліндрова модель об’ємом 750 куб. Це був перший мотоцикл із п’ятиклапанною головкою блоку циліндрів, що згодом стало  відомою особливістю Yamaha. Він також мав блок циліндрів, нахилений вперед на 45 градусів, і сталеву раму коробчастого перерізу по периметру. Виробництво FZ тривало до 1991 року.
Іншим мотоциклом, орієнтованим на потужність, став Yamaha RX-Z, представлений у 1985 році як двотактний спортивний мотоцикл, що був споріднений з Yamaha RX-135 і Yamaha RD-135, запозичивши у них шасі та платформу. Спочатку він був оснащений п’ятиступінчастою коробкою передач і суцільним переднім дисковим гальмівним ротором із задніми барабанними гальмами, він був популярний у Малайзії та Сінгапурі. Через кілька років на ринку двигун було модернізовано шляхом встановлення шестиступінчастої коробки передач разом із новою приладовою панеллю та перемикачами на кермі, а також з поперечно просвердленим ротором передніх дискових гальм, тоді як позаду залишилися барабанні гальма. Дизайн залишався незмінним, поки його не оновили в 2004 році, задні ліхтарі були запозичені у Yamaha Y125Z, а попереду була встановлена нова фара. На нього також був встановлений каталітичний нейтралізатор, який зменшив його потужність до 19 кінських сил. Проте максимальний крутний момент залишився незмінним, але нижній крутний момент був покращений порівняно з ранніми моделями. Деякі власники попередніх мотоциклів RX-Z мали проблеми під час старту, тому що двигун мав тенденцію глухнути, коли недосвідчений водій намагався стартувати на першій передачі. Однак у новій моделі проблема була вирішена. У Малайзії цей мотоцикл асоціювався із вуличними гонщиками та знімався у багатьох малайських фільмах. У 2011 році, через 26 років, його виробництво було припинено.

### 1990-ті: Потужні мотоцикли та допоміжний бренд
У 1998 році Yamaha випустила на ринок чотирициліндровий мотоцикл об’ємом 1000 куб.см під назвою YZF-R1. Ця модель представила новий стиль дизайну коробки передач, який скоротив загальну довжину корпуса двигуна/коробки передач, щоб забезпечити більшу компактність агрегату. Це, своєю чергою, дало змогу перемістити двигун у рамі вперед, щоб покращити керованість мотоциклів з короткою колісною базою.
У 1995 році Yamaha оголосила про створення Star Motorcycles, нової торгової марки для круїзерної серії мотоциклів на американському ринку. На інших ринках мотоцикли Star все ще продаються під брендом Yamaha. Це була спроба створити ідентичність бренду, яка б більше відповідала сегменту ринку круїзерів, одному з найбільших і найприбутковіших у США.

### 2000-ті: Розширення та консолідація
У 2007 році Yamaha заснувала філіппінський підрозділ та почала продаж мотоциклів Yamaha під корпоративною назвою Yamaha Motor Philippines, Inc., що стала однією з більш ніж 20 дочірніх компаній, що працюють на всіх континентах.
У жовтні 2017 року Yamaha придбала в Subaru виробника невеликих двигунів Subaru Industrial Power Products. Після цього двигуни Subaru для газонокосарок, генераторів та водяних насосів були перейменовані на Yamaha.

## Перегони на мотоциклах

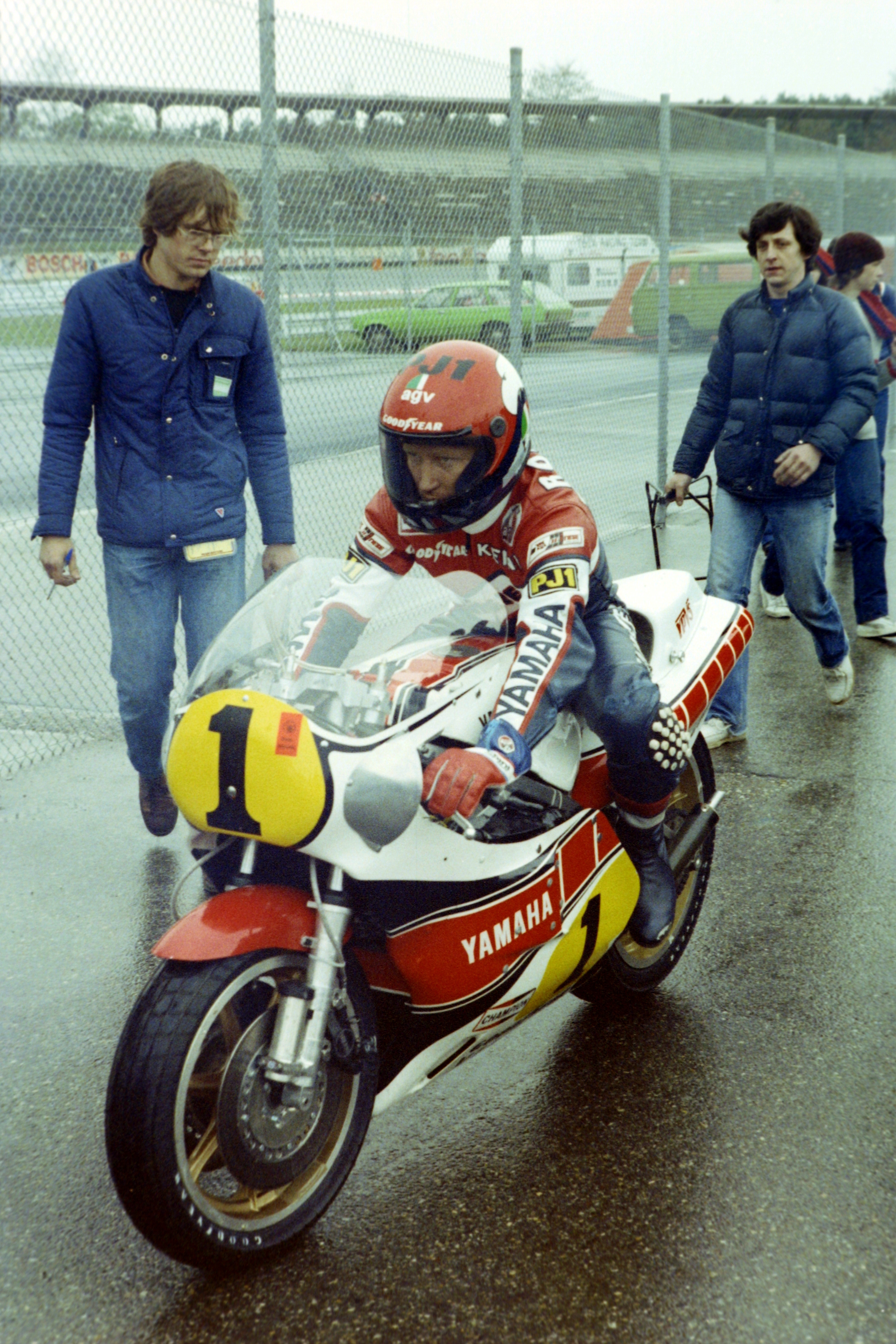
Триразовий чемпіон у класі 500сс Кенні Робертс на Мото Гран-прі Німеччини 1981 року

У перегонах мотоциклів Yamaha виграла 39 чемпіонатів світу, включаючи сім у MotoGP і 10 у попередньому класі двотактних двигунів об'ємом 500 куб.см, а також два у World Superbike. Крім того, Yamaha здобула 210 перемог на Isle of Man TT і очолює список перемог на Sidecar TT з 40 перемогами. До списку мотогонщиків, що виступали на мотоциклах Yamaha входять: Ярно Саарінен, Джакомо Агостіні, Боб Ганна, Гейккі Міккола, Брюс Ансті, Кенні Робертс, Едді Лоусон, Вейн Рейні, Джеремі Макграт, Стефан Мерріман, Дейв Моліне, Ієн Хатчінсон, Філ Рід, Чед Рід, Бен Спіс, Хорхе Лоренцо та дев'ятиразовий чемпіон світу Валентино Россі.
Yamaha YZ450F перемагав в  AMA Supercross Championship два роки поспіль: у 2008 році з Чедом Рідом і в 2009 році з Джеймсом Стюартом. Yamaha була першою, хто побудував серійний мотоцикл для мотокросу з одинарним амортизатором (1975 для 250 і 400, 1976 для 125) і однією з перших, хто випустив серійний мотоцикл для мотокросу з водяним охолодженням (1977 для мотоциклів заводської команди, 1981 в мотоциклах для продажу). Перший чотиритактний мотоцикл Yamaha для змагань з мотокросу, YZ400F, виграв у 1998 році національний чемпіонат США на відкритому повітрі з заводським гонщиком Даґом Генрі.
З 1962 року Yamaha виробляла серійні шосейні мотоцикли Гран-Прі, які міг придбати будь-який ліцензований шосейний гонщик. У 1970 році приватні команди, що використовували мотоцикли Yamaha, домінували в Чемпіонаті світу в класі 250 куб.см, а британець Родні Гулд став чемпіоном на Yamaha TD2.
Yamaha також спонсорує кількj[ професійних гонщиків на квадроциклах у кількох сферах перегонів, таких як перегони по пересіченій місцевості та мотокрос. Yamaha досягла успіху в перегонах на пересіченій місцевості зі своїм YFZ450, на якому виступав Білл Балланс, вигравши 9 титулів поспіль з 2000 року. Інший провідний гонщик Yamaha, Трейсі Чекко, виграв на YFZ450 7 титулів, з першим у 2000 році. У мотокросі на квадроциклах Yamaha досягли успіху з Дастіном Нельсоном і Петом Брауном, обидва виступали на YFZ450. Найкращим результатом Пета Брауна стало третє місце в 2007 році, тоді як Нельсон здобув два титули в Yamaha/ITP Quadcross, один у 2006 і інший у 2008.
У 2021 році Yamaha виграла кілька змагань, таких як British Superbike з Тарраном Маккензі, MotoAmerica з Джейком Ганьє, MFJ Superbike з Кацуюкі Накасуга, WorldSSP з Домінік Егертер та кілька інших змагань.
В сезоні MotoGP 2023 року заводську команду Yamaha представляють мотогонщики Фабіо Квартараро та Франко Морбіделлі, а також Топрак Разгатліоглу та Андреа Локателлі у World Superbikes. Командою Yamaha в World Superbikes з сезону 2016 року займається компанія Crescent Racing.

## Формула-1
Yamaha виробляла двигуни для команд Формули-1 з 1989 по 1997 рік (з однорічною перервою в 1990 році), спочатку для команди Zakspeed, в 1991 році для Brabham BT60Y, в 1992 році для Jordan 192, з 1993 по 1996 рік для Tyrrell і в 1997 році для Arrows A18. Двигуни Yamaha ніколи не перемагали в Гран-прі (Деймон Гілл майже зробив це на Гран-прі Угорщини 1997 року), пілоти, в тому числі Деймон Гілл, Укіо Катаяма, Марк Бланделл і Міка Сало, досягли прийнятних результатів. На Гран-прі Іспанії 1994 року Бланделл зміг піднятися на подіум, фінішувавши третім. Деймон Гілл зміг фінішувати на 2-му місці на вищезгаданому Гран-прі Угорщини 1997 року, частково вважалося, що це сталося завдяки співпраці Yamaha з John Judd Engine Organisation для створення кращого та надійнішого двигуна. Однак виникали підозри,  що двигуни Yamaha, які використовувалися з 1993 року до 1997 року були насправді двигунами Judd із брендуванням Yamaha.
1994 рік вважається найуспішнішим для Yamaha з точки зору набраних очок, окрім подіуму, здобутого Бланделлом в Іспанії, двигуни Yamaha на болідах Tyrrell за сезон зайняли 4 п’яті місця та 1 шосте місце. Проте, через непостійність двигуна протягом багатьох років вони часто були ненадійними і зазвичай вважалися не дуже потужними. Двигуни Yamaha ніколи не здобували найшвидшого кола або поул-позицію, незважаючи на те, що вони використовувались в Формулі-1 протягом майже десяти років.
Після завершення сезону Формули-1 1997 року Yamaha вирішила покинути Формулу-1, можливою причиною цього були розбіжності з Arrows щодо двигуна на сезон 1998 року. Yamaha хотіла продовжити роботу над двигуном разом зі своїми інженерами, а в Arrows вважали за краще, щоб їхні власні інженери зайнялись цим, залишивши при цьому маркування Yamaha на двигуні .

### Результати виступів в Формулі-1
| Приклад      | Опис                                                              |
| ------------ | ----------------------------------------------------------------- |
| 1            | Переможець                                                        |
| 2            | Друге місце                                                       |
| 3            | Третє місце                                                       |
| 5            | Фінішував у очковій зоні                                          |
| 12           | Фінішував поза очковою зоною                                      |
| НКЛ          | Фінішував, але не класифікований                                  |
| Схід         | Не фінішував і не класифікований                                  |
| НКВ          | Не кваліфікований                                                 |
| НПКВ         | Не передкваліфікований                                            |
| ДСК          | Дискваліфікований                                                 |
| ТТР          | Брав участь тільки в тренуваннях                                  |
| тест         | Тестер по п'ятницях (з 2003 року)                                 |
| НС           | Брав участь у Гран-прі як бойовий пілот, але не стартував у гонці |
| Т            | Травмований чи хворий                                             |
| Викл         | Виключений із протоколу                                           |
| Від          | Відмова від участі                                                |
| НТР          | Не брав участі в тренуваннях                                      |
| НПР          | Не прибув на Гран-прі                                             |
| С            | Гонка скасована                                                   |
|              | Не брав участі                                                    |
| Жирний шрифт | Поул-позиція                                                      |
| Курсив       | Швидке коло                                                       |

| Рік  | Команда                     | Шасі                        | Двигун                 | Шини | Пілот              | 1    | 2    | 3    | 4    | 5    | 6    | 7    | 8    | 9    | 10   | 11   | 12   | 13   | 14   | 15   | 16   | 17   | Очки | Місце |
| ---- | --------------------------- | --------------------------- | ---------------------- | ---- | ------------------ | ---- | ---- | ---- | ---- | ---- | ---- | ---- | ---- | ---- | ---- | ---- | ---- | ---- | ---- | ---- | ---- | ---- | ---- | ----- |
| 1989 | West Zakspeed Racing        | Zakspeed 891                | Yamaha OX88 3.5 V8     | P    |                    | БРА  | СМР  | МОН  | МЕК  | США  | КАН  | ФРА  | ВЕЛ  | НІМ  | УГО  | БЕЛ  | ІТА  | ПОР  | ІСП  | ЯПО  | АВС  |      | 0    | —     |
| 1989 | West Zakspeed Racing        | Zakspeed 891                | Yamaha OX88 3.5 V8     | P    | Бернд Шнайдер      | Схід | НПКВ | НПКВ | НПКВ | НПКВ | НПКВ | НПКВ | НПКВ | НПКВ | НПКВ | НПКВ | НПКВ | НПКВ | НПКВ | Схід | НПКВ |      | 0    | —     |
| 1989 | West Zakspeed Racing        | Zakspeed 891                | Yamaha OX88 3.5 V8     | P    | Аґурі Судзукі      | НПКВ | НПКВ | НПКВ | НПКВ | НПКВ | НПКВ | НПКВ | НПКВ | НПКВ | НПКВ | НПКВ | НПКВ | НПКВ | НПКВ | НПКВ | НПКВ |      | 0    | —     |
| 1991 | Motor Racing Developments   | Brabham BT59Y Brabham BT60Y | Yamaha OX99 3.5 V12    | P    |                    | США  | БРА  | СМР  | МОН  | КАН  | МЕК  | ФРА  | ВЕЛ  | НІМ  | УГО  | БЕЛ  | ІТА  | ПОР  | ІСП  | ЯПО  | АВС  |      | 3    | 9     |
| 1991 | Motor Racing Developments   | Brabham BT59Y Brabham BT60Y | Yamaha OX99 3.5 V12    | P    | Мартін Брандл      | 11   | 12   | 11   | Викл | Схід | Схід | Схід | Схід | 11   | Схід | 9    | 13   | 12   | 10   | 5    | НКВ  |      | 3    | 9     |
| 1991 | Motor Racing Developments   | Brabham BT59Y Brabham BT60Y | Yamaha OX99 3.5 V12    | P    | Марк Бланделл      | Схід | Схід | 8    | Схід | НКВ  | Схід | Схід | Схід | 12   | Схід | 6    | 12   | Схід | Схід | НПКВ | 17   |      | 3    | 9     |
| 1992 | Sasol Jordan Yamaha         | Jordan 192                  | Yamaha OX99 3.5 V12    | G    |                    | ПАР  | МЕК  | БРА  | ІСП  | СМР  | МОН  | КАН  | ФРА  | ВЕЛ  | НІМ  | УГО  | БЕЛ  | ІТА  | ПОР  | ЯПО  | АВС  |      | 1    | 11    |
| 1992 | Sasol Jordan Yamaha         | Jordan 192                  | Yamaha OX99 3.5 V12    | G    | Стефано Модена     | НКВ  | Схід | Схід | НКВ  | Схід | Схід | Схід | Схід | Схід | НКВ  | Схід | 15   | НКВ  | 13   | 7    | 6    |      | 1    | 11    |
| 1992 | Sasol Jordan Yamaha         | Jordan 192                  | Yamaha OX99 3.5 V12    | G    | Маурісіо Гужельмін | 11   | Схід | Схід | Схід | 7    | Схід | Схід | Схід | Схід | 15   | 10   | 14   | Схід | Схід | Схід | Схід |      | 1    | 11    |
| 1993 | Tyrrell Racing Organisation | Tyrrell 020C Tyrrell 021    | Yamaha OX10A 3.5 V10   | G    |                    | ПАР  | БРА  | ЄВР  | СМР  | ІСП  | МОН  | КАН  | ФРА  | ВЕЛ  | НІМ  | УГО  | БЕЛ  | ІТА  | ПОР  | ЯПО  | АВС  |      | 0    | —     |
| 1993 | Tyrrell Racing Organisation | Tyrrell 020C Tyrrell 021    | Yamaha OX10A 3.5 V10   | G    | Укіо Катаяма       | Схід | Схід | Схід | Схід | Схід | Схід | 17   | Схід | 13   | Схід | 10   | 15   | 14   | Схід | Схід | Схід |      | 0    | —     |
| 1993 | Tyrrell Racing Organisation | Tyrrell 020C Tyrrell 021    | Yamaha OX10A 3.5 V10   | G    | Андреа де Чезаріс  | Схід | Схід | Схід | Схід | ДСК  | 10   | Схід | 15   | НКЛ  | Схід | 11   | Схід | 13   | 12   | Схід | 13   |      | 0    | —     |
| 1994 | Tyrrell Racing Organisation | Tyrrell 022                 | Yamaha OX10B 3.5 V10   | G    |                    | БРА  | ТИХ  | СМР  | МОН  | ІСП  | КАН  | ФРА  | ВЕЛ  | НІМ  | УГО  | БЕЛ  | ІТА  | ПОР  | ЄВР  | ЯПО  | АВС  |      | 13   | 7     |
| 1994 | Tyrrell Racing Organisation | Tyrrell 022                 | Yamaha OX10B 3.5 V10   | G    | Укіо Катаяма       | 5    | Схід | 5    | Схід | Схід | Схід | Схід | 6    | Схід | Схід | Схід | Схід | Схід | 7    | Схід | Схід |      | 13   | 7     |
| 1994 | Tyrrell Racing Organisation | Tyrrell 022                 | Yamaha OX10B 3.5 V10   | G    | Марк Бланделл      | Схід | Схід | 9    | Схід | 3    | 10   | 10   | Схід | Схід | 5    | 5    | Схід | Схід | 13   | Схід | Схід |      | 13   | 7     |
| 1995 | Nokia Tyrrell Yamaha        | Tyrrell 023                 | Yamaha OX10C 3.0 V10   | G    |                    | БРА  | АРГ  | СМР  | ІСП  | МОН  | КАН  | ФРА  | ВЕЛ  | НІМ  | УГО  | БЕЛ  | ІТА  | ПОР  | ЄВР  | ТИХ  | ЯПО  | АВС  | 5    | 8     |
| 1995 | Nokia Tyrrell Yamaha        | Tyrrell 023                 | Yamaha OX10C 3.0 V10   | G    | Укіо Катаяма       | Схід | 8    | Схід | Схід | Схід | Схід | Схід | Схід | 7    | Схід | Схід | 10   | Схід |      | 14   | Схід | Схід | 5    | 8     |
| 1995 | Nokia Tyrrell Yamaha        | Tyrrell 023                 | Yamaha OX10C 3.0 V10   | G    | Габріеле Тарквіні  |      |      |      |      |      |      |      |      |      |      |      |      |      | 14   |      |      |      | 5    | 8     |
| 1995 | Nokia Tyrrell Yamaha        | Tyrrell 023                 | Yamaha OX10C 3.0 V10   | G    | Міка Сало          | 7    | Схід | Схід | 10   | Схід | 7    | 15   | 8    | Схід | Схід | 8    | 5    | 13   | 10   | 12   | 6    | 5    | 5    | 8     |
| 1996 | Tyrrell Yamaha              | Tyrrell 024                 | Yamaha OX11A 3.0 V10   | G    |                    | АВС  | БРА  | АРГ  | ЄВР  | СМР  | МОН  | ІСП  | КАН  | ФРА  | ВЕЛ  | НІМ  | УГО  | БЕЛ  | ІТА  | ПОР  | ЯПО  |      | 5    | 8     |
| 1996 | Tyrrell Yamaha              | Tyrrell 024                 | Yamaha OX11A 3.0 V10   | G    | Укіо Катаяма       | 11   | 9    | Схід | ДСК  | Схід | Схід | Схід | Схід | Схід | Схід | Схід | 7    | 8    | 10   | 12   | Схід |      | 5    | 8     |
| 1996 | Tyrrell Yamaha              | Tyrrell 024                 | Yamaha OX11A 3.0 V10   | G    | Міка Сало          | 6    | 5    | Схід | ДСК  | Схід | 5    | ДСК  | Схід | 10   | 7    | 9    | Схід | 7    | Схід | 11   | Схід |      | 5    | 8     |
| 1997 | Danka Arrows Yamaha         | Arrows A18                  | Yamaha OX11C/D 3.0 V10 | B    |                    | АВС  | БРА  | АРГ  | СМР  | МОН  | ІСП  | КАН  | ФРА  | ВЕЛ  | НІМ  | УГО  | БЕЛ  | ІТА  | АВТ  | ЛЮК  | ЯПО  | ЄВР  | 9    | 8     |
| 1997 | Danka Arrows Yamaha         | Arrows A18                  | Yamaha OX11C/D 3.0 V10 | B    | Деймон Гілл        | НС   | 17   | Схід | Схід | Схід | Схід | 9    | 12   | 6    | 8    | 2    | 13   | Схід | 7    | 8    | 12   | Схід | 9    | 8     |
| 1997 | Danka Arrows Yamaha         | Arrows A18                  | Yamaha OX11C/D 3.0 V10 | B    | Педро Дініс        | 10   | Схід | Схід | Схід | Схід | Схід | 8    | Схід | Схід | Схід | Схід | 7    | Схід | 13   | 5    | 13   | Схід | 9    | 8     |